# 中央政治委員会 (汪兆銘政権)
中央政治委員会（ちゅうおうせいじいいんかい、繁: 中央政治委員會）は、中華民国（汪兆銘政権）の最高指導機関である。1940年（民国29年）から1945年（民国34年）までの間存在した。

## 概要
中国国民党中央政治委員会を前身とするが、党ではなく国家の組織であるという点が異なり、委員は国民党中央執行委員、中央監察委員、その他合法政党の幹部人員、名声が高い一般の人士の中から主席が任命する。しかし、国民党の組織とは依然として密接な関係にある。例えば「中央政治委員会組織条例」では、「中央政治委員会主席は国民党中央執行委員会主席を兼任する」と規定されている。
1943年（民国32年）1月、中央政治委員会は最高国防会議の設立を議決し、中央政治委員会の閉会中、その権限と機能を最高国防会議が代行すると規定された。

## 歴代委員

### 第1回（1940年3月24日）
- 主席：汪兆銘
- 当然委員：汪兆銘、陳公博、温宗尭、梁鴻志、王揖唐、王克敏
- 聘請委員：斉燮元、朱深、殷同、チョトパジャップ、高冠吾、趙正平、繆斌、趙毓松、諸青来、趙尊嶽、岑徳広
- 指定委員：周仏海、褚民誼、陳璧君、梅思平、陳群、林柏生、劉郁芬、任援道、焦瑩、陳君慧、陳耀祖、葉蓬、李聖五、丁黙邨、傅式説、楊揆一、鮑文樾、蕭叔宣、李士群
- 列席委員：褚民誼、朱履龢、江亢虎、顧忠琛
- 秘書長：周仏海
- 副秘書長：陳春圃、羅君強

### 第2回（1941年4月5日）
- 当然委員：汪兆銘、陳公博、温宗尭、梁鴻志、王揖唐
- 延聘委員：王克敏、斉燮元、朱深、殷同、高冠吾、趙正平、繆斌、諸青来、趙毓松、趙尊嶽、岑徳広
- 指定委員：周仏海、褚民誼、陳璧君、梅思平、陳群、林柏生、劉郁芬、任援道、焦瑩、陳君慧、陳耀祖、李聖五、葉蓬、丁黙邨、傅式説、楊揆一、鮑文樾、蕭叔宣、李士群
- 列席委員：朱履龢、顧忠琛、江亢虎、徐良
- 秘書長：周仏海
- 副秘書長：陳春圃、羅君強

### 第3回（1942年3月26日）
- 当然委員：汪兆銘、陳公博、温宗尭、梁鴻志、江亢虎
- 延聘委員：王揖唐、王克敏、斉燮元、朱深、殷同、高冠吾、趙正平、繆斌、諸青来、趙毓松、趙尊嶽、岑徳広
- 指定委員：周仏海、褚民誼、陳璧君、梅思平、陳群、林柏生、劉郁芬、任援道、焦瑩、陳君慧、陳耀祖、李聖五、葉蓬、丁黙邨、傅式説、楊揆一、鮑文樾、蕭叔宣、李士群
- 列席委員：朱履龢、顧忠琛、徐良
- 秘書長：周仏海
- 副秘書長：陳春圃、羅君強

### 第4回（1943年4月1日）
- 当然委員：汪兆銘、陳公博、温宗尭、梁鴻志、江亢虎
- 延聘委員：王揖唐、王克敏、朱深、汪時璟、趙正平、諸青来、趙毓松、岑徳広、王蔭泰、斉燮元
- 指定委員：周仏海、褚民誼、陳璧君、梅思平、陳群、林柏生、劉郁芬、任援道、焦瑩、陳君慧、陳耀祖、李聖五、葉蓬、丁黙邨、傅式説、楊揆一、鮑文樾、蕭叔宣、李士群、高冠吾、繆斌、陳春圃、羅君強
- 秘書長：周仏海
- 副秘書長：陳春圃、羅君強

### 第5回（1944年3月29日）
- 委員：第4回と同じ
- 列席委員：周仏海、諸青来、朱履龢、顧忠琛、繆斌
- 秘書長：周仏海、趙尊嶽（1944年12月23日就任）、丁默邨（1945年1月11日就任）
- 副秘書長：郭秀峰（1945年1月11日就任）

### 第6回（1945年4月5日）
- 委員：第5回と同じ
- 秘書長：丁默邨、岑徳広（1945年6月7日就任）
- 副秘書長：郭秀峰、彭羲明（1945年6月7日就任）